# Chuukańczycy
Chuukańczycy (Chuuk, Truk) – rdzenna ludność wysp Chuuk i kilku sąsiednich atoli w archipelagu Karolinów, wschodzących w skład Sfederowanych Stanów Mikronezji na zachodnim Pacyfiku. Są odłamem Mikronezyjczyków. W 1996 r. ich liczebność wynosiła 60 tys.
Posługują się językiem chuuk (truk) z rodziny mikronezyjskiej. W większości wyznają katolicyzm. Niektórzy przyjęli protestantyzm, zachowują się też wierzenia tradycyjne. Rodzime wierzenia obejmują kulty duchów i przodków.
Zajmują się przede wszystkim rybołówstwem i rolnictwem ręcznym (taro, maniok, banany, drzewo chlebowe), a także polowaniem na rekiny i hodowlą trzody chlewnej. Znaczną rolę odgrywa eksport kopry. Rozwinęli rzemiosło (plecionkarstwo, wyrób łodzi). Narzędzia żelazne, które pojawiły się wcześnie, były przedmiotem handlu z innymi wyspami.
Struktura społeczna opiera się na rodach matrylinearnych.